# René Rutschmann
René Rutschmann (* 7. Januar 1941 in Seuzach bei Winterthur) ist ein ehemaliger Radsportler aus der Schweiz und Teilnehmer der Olympischen Spiele.

## Sportliche Laufbahn
René Rutschmanns Laufbahn begann 1957 als Mitglied des VC Seuzach. Er gewann auf Anhieb das Juniorenfinalrennen im selben Jahr ebenso wie 1958. 1959 qualifizierte er sich für die damalige A-Klasse der Amateure in der Schweiz. 1960 nominierte ihn der Verband für die Teilnahme an den Olympischen Sommerspielen in Rom für das Mannschaftszeitfahren. Dort belegte er mit seinen Teamkameraden Erwin Jaisli, Roland Zöffel und Hubert Bächli Platz 9. In dieser Disziplin startete er erneut bei den Spielen 1964 in Tokio und wurde mit seinem Team 16.
1961 unterbrach er seine Laufbahn für die Rekrutenschule. 1963 gewann er die Vier-Kantone-Rundfahrt der Amateure und startete bei den UCI-Weltmeisterschaften sowohl auf der Bahn als auch auf der Strasse in der Nationalmannschaft der Schweiz. 1964 konnte er u. a. das Rennen Pruntrut–Zürich sowie eine Etappe des britischen Milk-Race gewinnen. Wiederum war er bei der Weltmeisterschaft am Start. Nach den Olympischen Spielen löste er eine Lizenz als Unabhängiger, um auch an den Rennen der Berufsfahrer teilnehmen zu können. 1965 gewann er seinen ersten nationalen Titel. Er wurde Schweizer Meister in der Einerverfolgung der Amateure, nachdem er 1963 bereits den zweiten Platz belegt hatte. 1968 konnte er die Stausee-Rundfahrt gewinnen.

## Berufliches
Rutschmann erlernte den Beruf des Elektromonteurs. Er erlitt in späteren Jahren einen Arbeitsunfall, der ihn in den Rollstuhl zwang.